# Parque de depresiones
Parque de depresiones es el sexto álbum de estudio de la banda de rock argentina Guasones. Se lanzó a la venta en mayo de 2011. El disco lo componen trece canciones más un bonus extra en piano, el cual es tocado por el propio Álvaro Villagra. La canción "Forastero" es una versión de la canción original del grupo Riff.

## Presentación y conciertos programados
Con la salida del disco, se lanzaron como simples promocionales "Heaven or hell" y "Me estás tratando mal", los cuales también se hicieron videos musicales tanto para los programas de música e Internet. En julio de 2011 presentaron en forma oficial el álbum en vivo en Willie Dixon Blues Club de Rosario. Luego, el 19 de agosto de 2011 se presentaron en su 2º recital en el Luna Park con localidades agotadas. Para fines del año, en octubre realizaron dos presentaciones, nuevamente en Willie Dixon y en La Trastienda en Uruguay para cerrar la gira de promoción en noviembre, se presentaron en Club Atenas de La Plata.

## Canciones
- Todas las canciones fueron escritas y compuestas por Guasones, excepto donde se indique..

1. "Heaven or hell"
2. "Me estás tratando mal"
3. "Esmeralda colombiana"
4. "Forastero" (Pappo, Vitico)
5. "Perdón"
6. "No soy yo"
7. "Funk"
8. "Ya estoy subiendo"
9. "Camellos"
10. "Bajo el cielo"
11. "Fui silbando"
12. "Esperándote"
13. "La mansión del terror"

### Pista adicional
1. "Me estás tratando mal" (versión piano)

## Personal
- Facundo Soto - Voz líder.
- Maxi Tym - Guitarra.
- Damián Celedón - Batería.
- Esteban Monti - Bajo.

Músicos adicionales
- Gonzalo Serodino - Guitarra.
- Yamil Salvador - Teclados y coros.
- Germán Wiedemer - Teclados.
- Muaricio Escobar - Coros.
- Diana Albornoz - Coros.
- Nelson Pombal - Coros.
- Alberto Miguioranza - Guitarra en "Heaven or hell" y "Forastero".
- Herman Ringer - Violín en "La mansión del terror".
- Pablo Fortuna - Saxo en "Ya estoy subiendo".
- Alejandro Martín - Trompeta en "Ya estoy subiendo".
- Natacha Seara - Armónica en "Fui silbando".

## Colaboradores
- Martín Bonetto - Arte y fotos.
- Álvaro Villagra - Mezcla, masterización, grabación y Dirección de Coros y Piano en "La mansión del terror".
- Mauri Escobar, Miyo, Nelson Pombal, Lucas Peñalba, Colo Smiten - Regrabaciones de Estudio.
- Billy Scott - Asistencia de Batería.
- Matías González Acuña - Ensayos y preproducción en Estudios Argot, La Plata.
- Nelson Pombal - Dirección de Coro y Cuerdas.
- Yamil Salvador y Germán Wiedemer - Arreglos y Dirección de Vientos.